# Chiesa di San Biagio (Catania)
La chiesa di San Biagio, detta anche chiesa di Sant'Agata alla Fornace, è una chiesa cattolica di Catania, nel quartiere San Biagio della Calcarella (o Anfiteatro romano di Catania), e sorge all'estremità occidentale di piazza Stesicoro.

## Storia

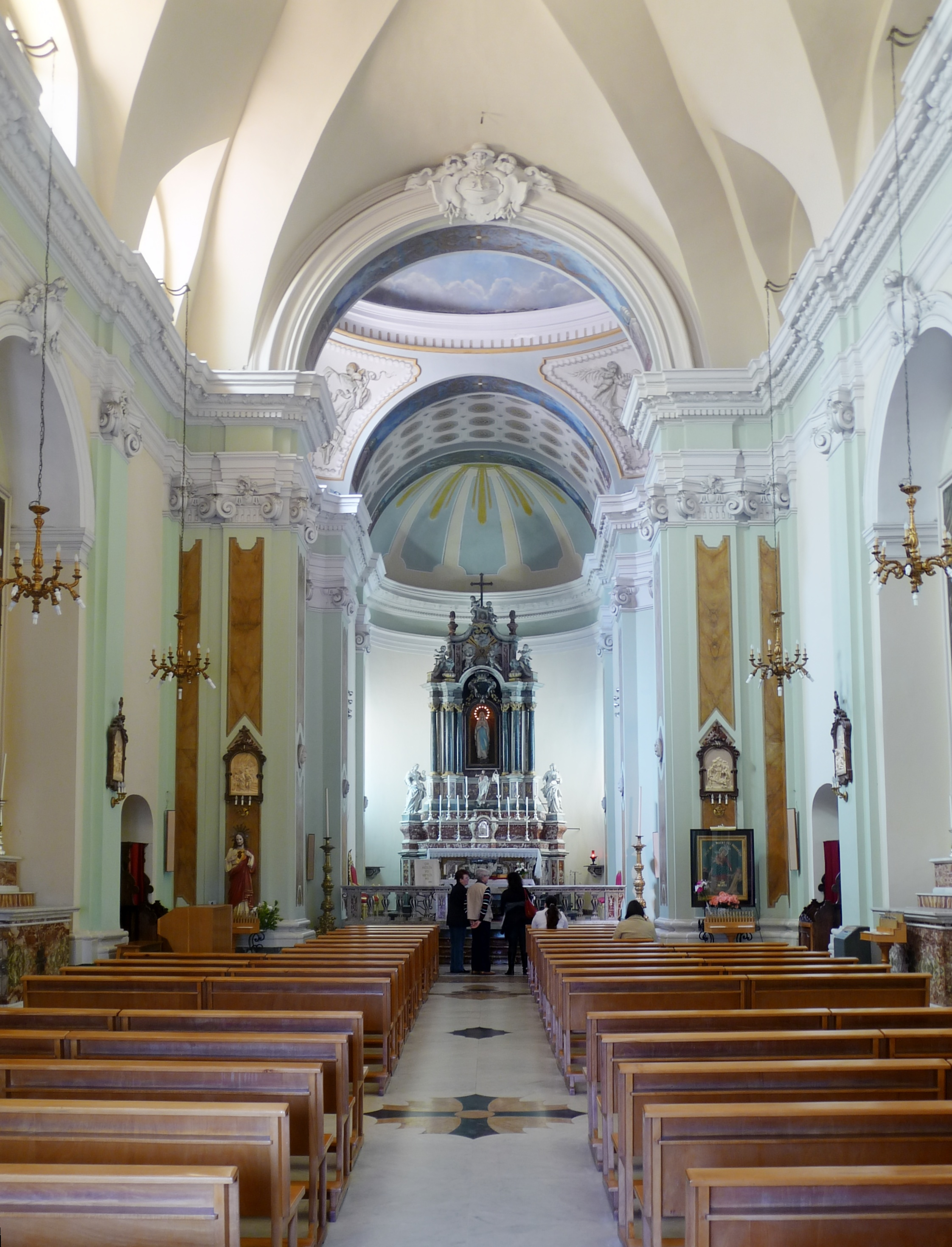
Navata

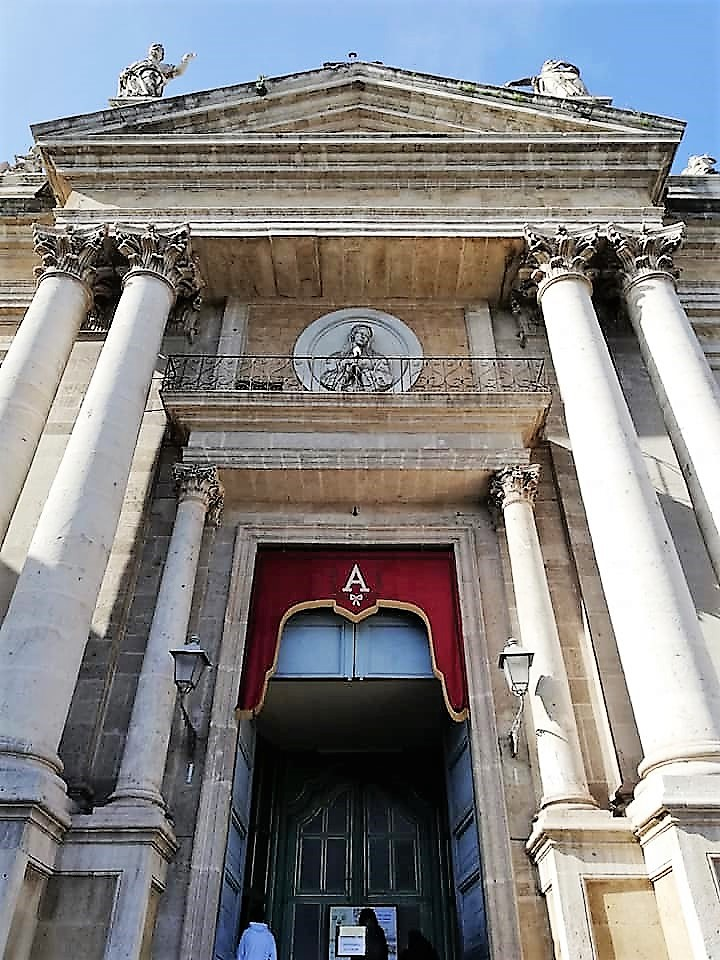
Portale

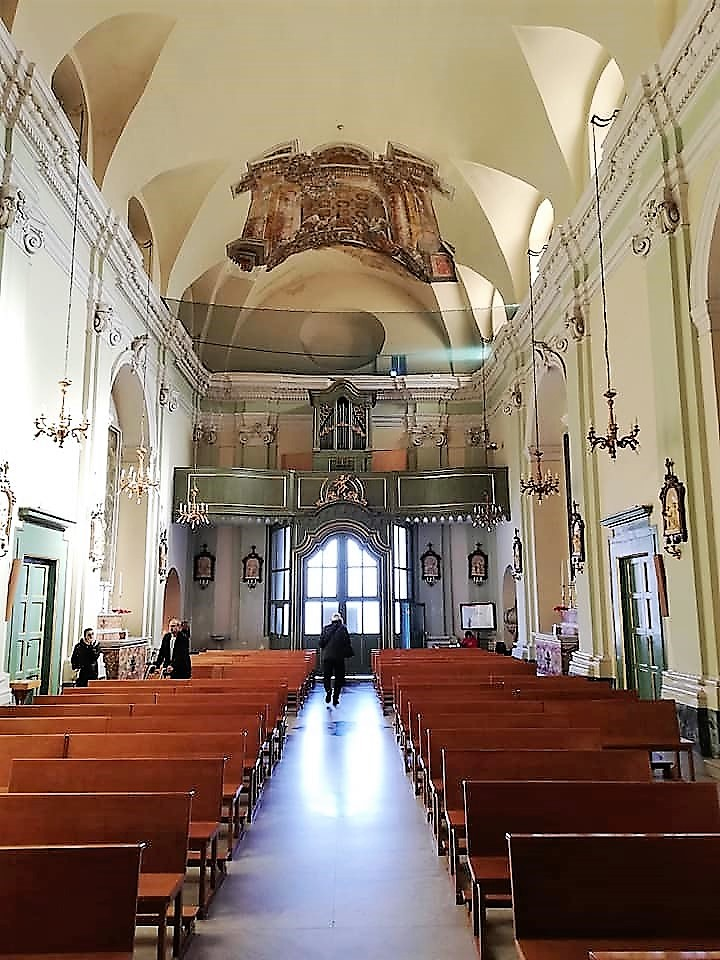
Controfacciata

La chiesa costruita nel XVIII secolo dopo il tremendo terremoto del 1693, sorge - per volontà dell'arcivescovo Andrea Riggio - sul luogo ove, secondo la tradizione, era ubicata la fornace in cui Sant'Agata subì il martirio.
Infatti, dopo essere stata rinchiusa in carcere per non aver voluto abiurare alla sua fede, venne prima sottoposta alle torture con il fuoco e quindi le furono asportate le mammelle.

## Esterno
La facciata della chiesa è dell'architetto Antonino Battaglia, che ha progettato altre chiese di Catania dopo il terremoto del 1693, in stile neoclassico con colonne binate che sostengono un timpano triangolare.

## Interno
L'interno è ad una sola navata molto lineare e sobrio. Sull'altare maggiore una tela settecentesca dell'Addolorata, talvolta sostituita da una statua della Madonna. Ingegnoso l'artificio dell'altare maggiore, arricchito da volute e colonne e dalle statue di san Giovanni Evangelista e santa Maria Maddalena.

### Parete destra
- Cappella di San Biagio.
- Cappella di Sant'Andrea Apostolo.

### Parete sinistra
- Cappella della Sacra Famiglia.
- Cappella di San Giovanni Nepomuceno.

### Transetto
- Transetto sinistro: Cappella del Santissimo Crocifisso.
- Transetto destro: Cappella di sant'Agata. Sopra l'altare dal magnifico paliotto in marmi policromi, si conservano protetti da una teca i resti della fornace (carcarella) in cui subì il martirio la Santa, la cui scena è riprodotta nell'affresco di Giuseppe Barone del 1938. Una lapide posta sotto l'altare cita:

(cartella dell'altare)

## Organo
L'organo a canne è frutto di una ricostruzione fedele all'originale di uno strumento di scuola siciliana della prima metà del XVIII secolo, operata dai Fratelli Ruffatti nel 1978; lo strumento dispone di 12 registri su unico manuale e pedale.

## Galleria d'immagini

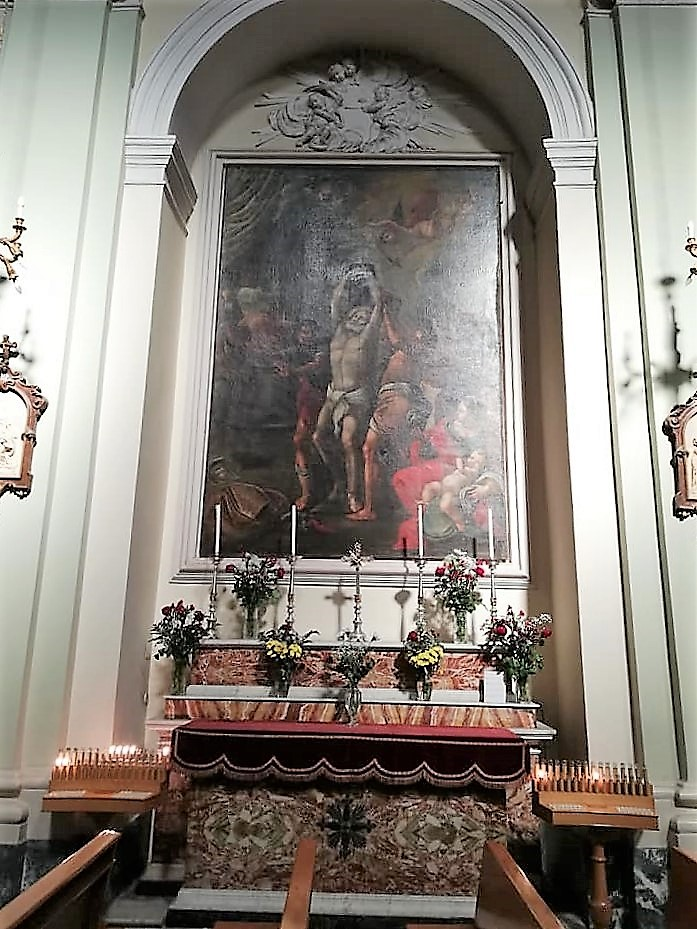
Parte destra: Cappella di San Biagio
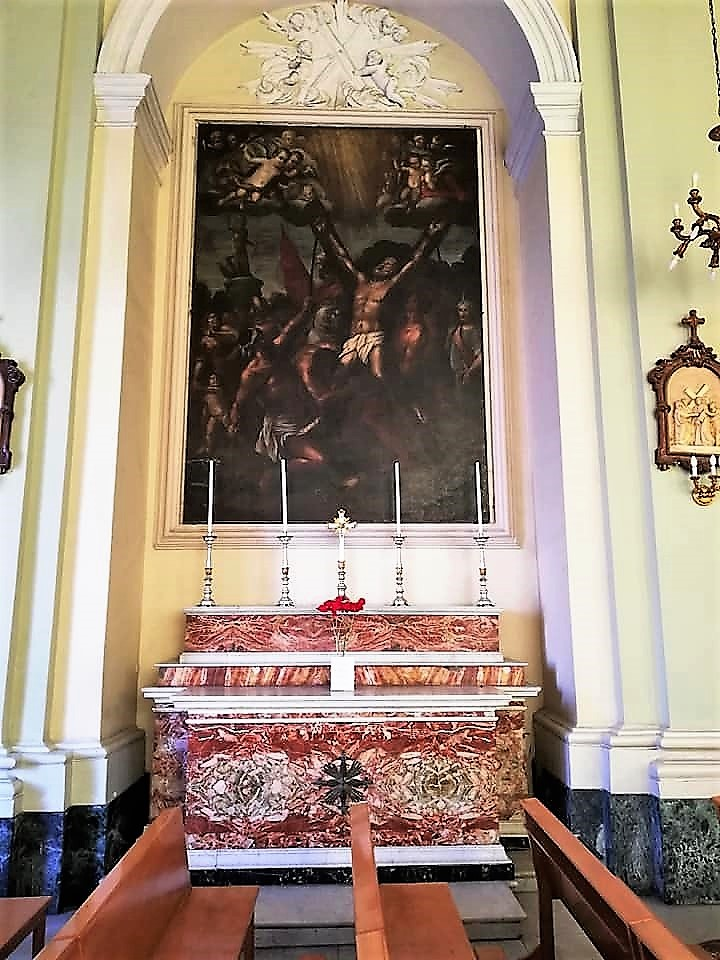
Parte destra: Cappella di Sant'Andrea Apostolo
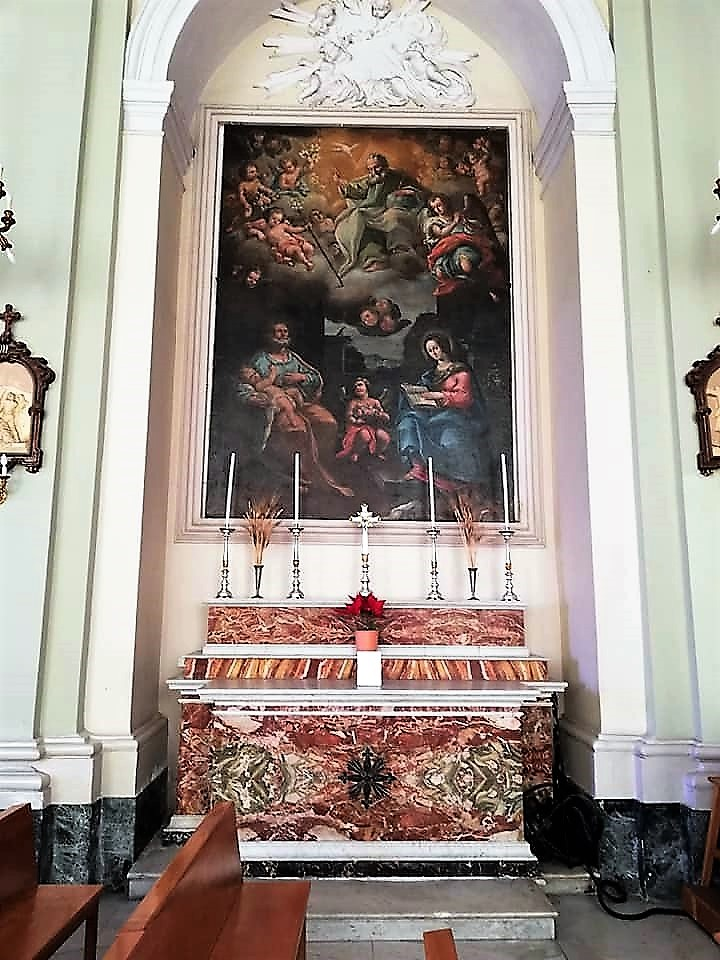
Parte sinistra: Cappella della Sacra Famiglia.
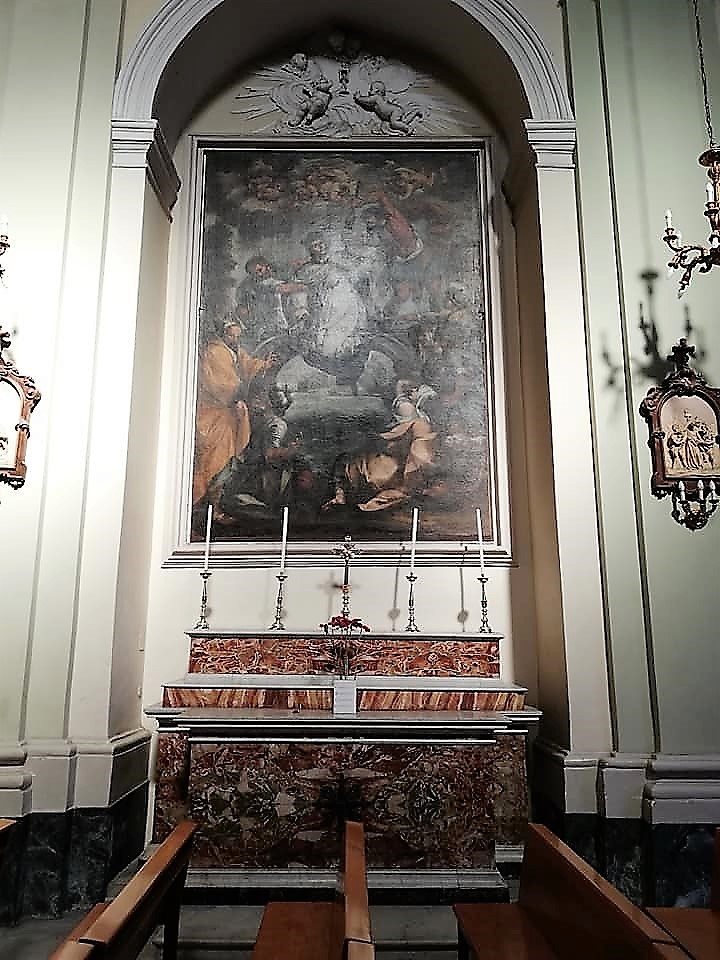
Parte sinistra: Cappella di San Giovanni Nepomuceno.
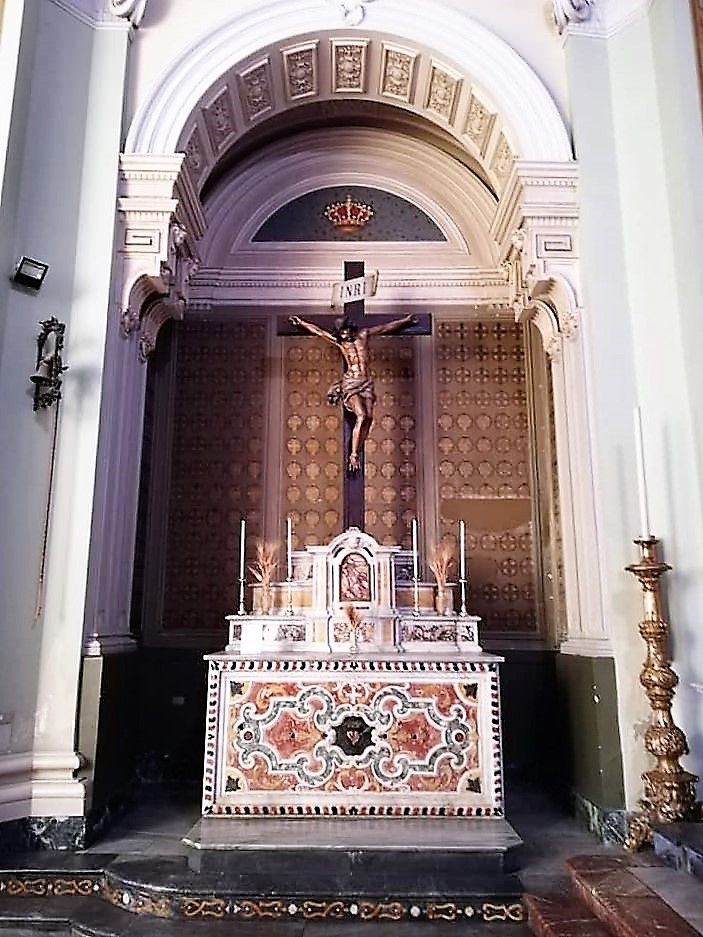
Transetto destro: Cappella di sant'Agata
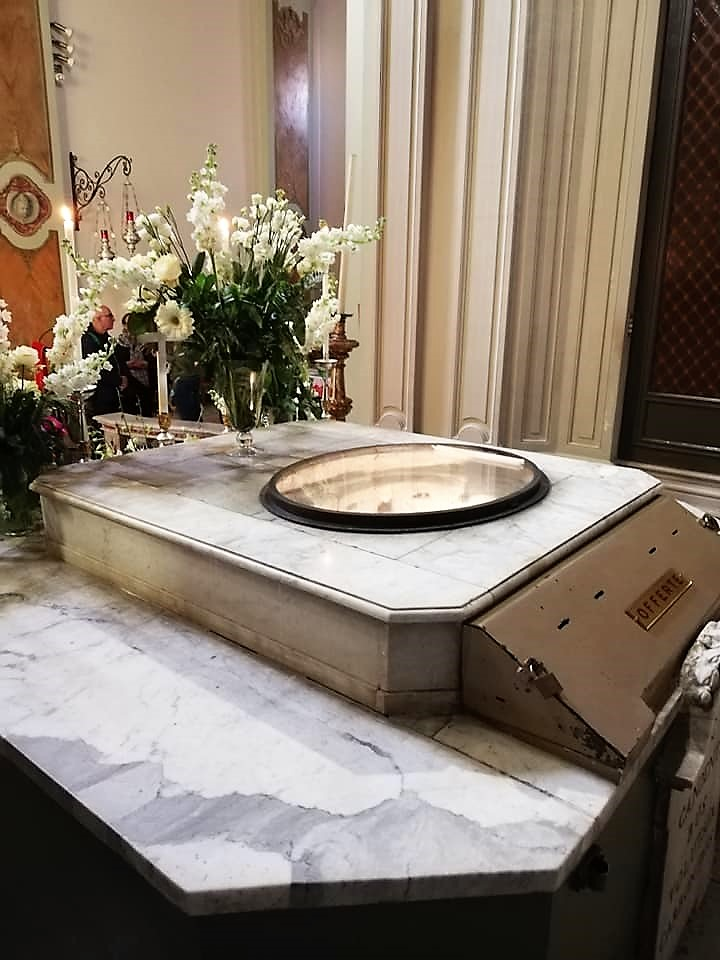
Nella cappella è visibile attraverso un vetro il luogo in cui avvenivano le torture al tempo delle persecuzioni